# Anita Roberts
Anita Bauer Roberts (Pittsburgh, 3 aprile 1942 – 26 maggio 2006) è stata una biologa statunitense.
Ha fatto osservazioni pionieristiche sulla proteina TGF-β (fattore di crescita trasformante-beta), che è fondamentale nella guarigione delle ferite e delle fratture ossee e che ha un doppio ruolo nel bloccare o stimolare i tumori. Tra il 1982 e il 2002 è stata tra i cinquanta scienziati più citati al mondo.

## Biografia
Roberts è nata a Pittsburgh, in Pennsylvania, negli Stati Uniti, dove è cresciuta. Nel 1964 si è laureata in chimica all'Oberlin College. Ha conseguito il dottorato di ricerca in biochimica all'Università del Wisconsin-Madison nel 1968, lavorando sotto la guida di Hector DeLuca sul metabolismo dei retinoidi. Ha lavorato come borsista post-dottorato all'Università di Harvard, come chimico del personale all'Aerospace Research Applications Center e come istruttore di chimica all'Università dell'Indiana a Bloomington. Roberts è entrata a far parte del National Cancer Institute nel 1976 e dal 1995 al 2004 ha diretto il Laboratory of Cell Regulation and Carcinogenesis dell'istituto, dove ha continuato le sue ricerche fino alla morte nel 2006.
All'inizio degli anni Ottanta, Roberts e i suoi colleghi del National Cancer Institute, parte del National Institutes of Health di Bethesda, nel Maryland, hanno cominciato a sperimentare la proteina fattore di crescita trasformante-beta, comunemente chiamata TGF-β.
Roberts ha isolato la proteina dal tessuto renale bovino e ha confrontato i suoi risultati con il TGF-β ottenuto dalle piastrine del sangue umano e dal tessuto placentare. I ricercatori dell'istituto hanno poi iniziato una serie di esperimenti per determinare le caratteristiche della proteina. Hanno scoperto che aiuta a svolgere un ruolo centrale nella segnalazione di altri fattori di crescita nel corpo per guarire rapidamente le ferite e le fratture.
Il TGF-β ha poi dimostrato di avere ulteriori effetti, tra cui la regolazione del battito cardiaco e la risposta dell'occhio all'invecchiamento. Nelle loro ricerche, Roberts e altri hanno scoperto che il TGF-β inibisce la crescita di alcuni tumori mentre stimola la crescita nei tumori avanzati, compresi i tumori del seno e del polmone.
Nel 2005 Roberts è stata eletta all'American Academy of Arts and Sciences.
Alla stessa Roberts è stato diagnosticato un cancro gastrico al IV stadio nel marzo del 2004. Nel suo blog ha descritto le lotte quotidiane con la malattia.

## Premi e riconoscimenti
Roberts ha ricevuto diversi premi per i suoi contributi scientifici. Tra questi: il Leopold Griffuel Prize (2005) e il FASEB Excellence in Science Award (2005).